# 沙韦涅
沙韦涅（法語：Chaveignes，法語發音：[ʃavɛɲ]）是法国安德尔-卢瓦尔省的一个市镇，位于该省西南部，属于希农区。

## 地理
沙韦涅（47°2'16"N, 0°20'59"E）面积21.34 平方千米，位于法国中央-卢瓦尔河谷大区安德尔-卢瓦尔省，该省份为法国中西部省份，北起萨尔特省、东北接卢瓦-谢尔省，东南接安德尔省，南至维埃纳省，西临曼恩-卢瓦尔省。
与沙韦涅接壤的市镇（或旧市镇、城区）包括：布拉卢、布赖苏费、沃德河畔尚皮尼、库尔库埃、黎塞留、拉图尔圣热兰。

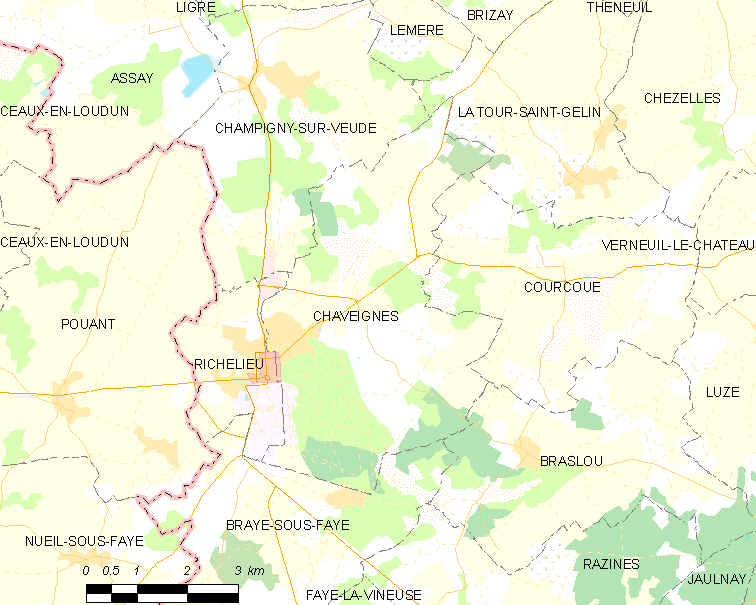
沙韦涅的OSM定位图

沙韦涅的时区为UTC+01:00、UTC+02:00（夏令时）。

## 行政
沙韦涅的邮政编码为37120，INSEE市镇编码为37065。

## 政治
沙韦涅所属的省级选区为图赖讷地区圣莫尔县。

## 人口

1962-2008年间沙韦涅人口变化图示

沙韦涅于2022年1月1日时的人口数量为562人。